# Mozilla产品列表
下列是Mozilla基金会／Mozilla公司产品列表。除特别说明外，所有的产品从设计上都是跨平台的。

## 客户端程序
- SeaMonkey（原先的Mozilla Application Suite）– 一个互联网套件。
  - Mozilla Mail & Newsgroups – 电子邮件及新闻组组件。
  - Mozilla Composer – HTML编辑器组件。
  - ChatZilla – IRC组件。
- Mozilla Firefox – 一个网页浏览器。
- Mozilla Firefox Mobile – 一個基於行動裝置的网页浏览器。
- Mozilla Thunderbird – 一个电子邮件及新闻组客户端。

## 组件
- Gecko – 一个渲染引擎。
- Necko – 一个网络库。
- SpiderMonkey – 由C语言写成的JavaScript引擎。
- Rhino – 由Java语言写成的JavaScript引擎。
- DOM Inspector – 一个DOM查看器。
- Venkman – 一个JavaScript调试器。
- Rust – 一个程式語言。
- Servo – 一个渲染引擎。

## 开发者工具
- Bugzilla – 一个缺陷跟踪管理系统。
- Bonsai – 一个网络CVS前端界面。
- Treeherder – 一个允许开发者管理软件编译以及确定在特定平台和个别代码更改情况下的编译失败的探测工具。
- Bespin（英语：Mozilla Skywriter） – 一個開放、可擴充的雲端程式碼編輯器。
- Pontoon – 網站在地化工具。

## API及库文件
- Netscape Portable Runtime（英语：Netscape Portable Runtime）（NSPR） – 一个平台抽象庫。
- Personal Security Manager（PSM）
- Network Security Services for Java（JSS）
- Network Security Services（NSS）

## 其他工具
- Mozbot – 一个IRC机器人。
- Mstone
- Client Customization Kit（CCK）
- Mozilla Directory SDK
- Mozilla Raindrop（英语：Mozilla Raindrop） – 一個可以同時提供電子郵件、Twitter、Youtube影音播放等功能的平台。

## 技术
- XUL – 一種使用者介面標示語言。
- XBL – 一種基於XML的置標語言用於聲明XUL-widgets和XML元素的行為和外觀。
- NXTF（英语：eXtensible Tag Framework） – 允許擴充套件開發者使用ECMAScript或C++在建立新的XML名稱空間。
- JavaScript – 原先Netscape Navigator使用的事实上的客户端脚本语言。
- NPAPI – 建構外掛程式和瀏覽器之間的介面。
- XPCOM – 一種跨平台元件物件模型。
- XPConnect – 一種在XPCOM和JavaScript之間綁定的技術。
- XPInstall – 一種用於安裝擴充套件的技術。

## 手機作業系統
- Firefox OS – 一個基於開放原始碼以HTML5建構的手機和平板電腦作業系統。

## 被放弃的产品
- Camino – 一个Mac OS X下的浏览器。
- Mariner – 網景時期的渲染引擎，取而代之的是Gecko。
- ElectricalFire – 一個基於即時編譯的虛擬機。
- Xena ("Javagator") – 一種Java程式語言。
- Mozilla Grendel（英语：Mozilla Grendel） –一個能收發電子郵件與新聞閱讀的Java開源專案。
- Minimo – 一個基於行動裝置的网页浏览器。
- Mozilla Application Suite – 結合網頁瀏覽器、電子郵件客戶端、HTML編輯器的套裝軟體。
- Mozilla Sunbird – 一个日程表客户端。
  - Mozilla Calendar（英语：Mozilla Calendar Project） – 原先计划成为套件中的日历组件，现在成为Lightning的基础。